# Lophocoleus suffusa
Lophocoleus suffusa là một loài bướm đêm trong họ Noctuidae.